# Оларі (Арад)
Оларі (рум. Olari) — село у повіті Арад в Румунії. Адміністративний центр комуни Оларі.
Село розташоване на відстані 415 км на північний захід від Бухареста, 30 км на північний схід від Арада, 73 км на північ від Тімішоари.

## Населення
За даними перепису населення 2002 року у селі проживали 1494 особи.
Національний склад населення села:
| Національність | Кількість осіб | Відсоток |
| -------------- | -------------- | -------- |
| румуни         | 711            | 47,6%    |
| угорці         | 643            | 43,0%    |
| цигани         | 133            | 8,9%     |
| німці          | 5              | 0,3%     |

Рідною мовою назвали:
| Мова      | Кількість осіб | Відсоток |
| --------- | -------------- | -------- |
| румунська | 747            | 50,0%    |
| угорська  | 644            | 43,1%    |
| циганська | 96             | 6,4%     |
| німецька  | 5              | 0,3%     |